# Delfim Bismarck Ferreira
Delfim dos Santos Bismarck Álvares Ferreira (Albergaria-a-Velha, Albergaria-a-Velha, 27 de Setembro de 1970) é um historiador, genealogista, escritor e político albergariense.

## Família
Delfim Bismarck Ferreira é bisneto do Prof. Patrício Theodoro Álvares Ferreira, principal historiador do concelho de Albergaria-a-Velha e figura maior da cultura albergariense, de quem herdou um vasto acervo documental, que lhe permitiu dar continuidade ao seu trabalho.

## Biografia
Mestre em História da Idade Média, na especialização de História Económica Social e Cultural, pela Faculdade de Letras da Universidade de Coimbra, licenciado em História, variante de História da Arte pela Faculdade de Ciências Sociais e Humanas da Universidade Nova de Lisboa, pós-graduado em História e Património Local pelo Instituto Superior de Ciências da Informação e da Administração, diplomado em Genealogia e Heráldica pelo Instituto Português de Heráldica e pela Universidade Moderna de Lisboa e autor de diversos estudos sobre a Região de Aveiro.
É convidado regulamente para palestras e debates, um pouco por todo o país.
No campo do associativismo, foi presidente fundador do Leo Clube de Albergaria-a-Velha - Lions International), entre 1988 e 1990, presidente da ADERAV - Associação para o Estudo e Defesa do Património Natural e Cultural da Região de Aveiro entre 2001 e 2005, presidente do Instituto de Genealogia e Heráldica da Universidade Lusófona do Porto, entre 2006 e 2014 e é actualmente vice-presidente da assembleia geral da Associação Humanitária dos Bombeiros Voluntários de Albergaria-a-Velha.
Foi responsável, em 2003, em parceria com Armando Carvalho Ferreira, por um importante inventario dos 356 moinhos de que há memória na área do município de Albergaria-a-Velha, sendo até à data o concelho na Europa com o maior número de moinhos de água devidamente documentados.
Na área do jornalismo colaborou nos jornais "Linha da Frente" e "Jornal de Albergaria" e foi um dos responsáveis pelo ressurgimento do jornal "Correio de Albergaria" em Agosto de 2012 do qual foi director até agosto de 2013. É director fundador das revistas "Patrimónios" (2001), "Revista Lusófona de Genealogia e Heráldica" (2006-2013), "Terras de Antuã" (2007-2013) e da Revista "Albergue" (2014).
Conservador da Casa-Museu Marieta Solheiro Madureira, em Estarreja, de 1997 a 2013, é actualmente Vice-Presidente da Câmara Municipal de Albergaria-a-Velha,  tendo sido o principal responsável e impulsionador da criação do Festival Pão de Portugal,  primeiro festival nacional dedicado à celebração deste alimento.

## Publicações
- A Estalagem dos Padres, 2018 [Livro];
- ALBA - uma marca portuguesa no mundo, 2016 (co-autoria) [Livro];
- O Desembargador Dr. José Homem Corrêa Telles, 2015;
- A fundação do Concelho de Albergaria-a-Velha e os seus atribulados primeiros anos de vida (1835-1855), 2015;
- Avanca e os seus autarcas – na Terceira República (1974-2013), 2015 (co-autoria);
- A Comenda de Frossos, na Ordem Soberana Militar de Malta – seus limites e jurisdição em 1727, 2015;
- A família Bandeira em Estarreja e Salreu desde o século XVIII, 2014;
- A linha férrea do Vale do Vouga e a chegada do comboio a Albergaria-a-Velha, 2014;
- O vínculo da Casa do Couto, em Salreu (1755), 2013;
- António Mota Godinho Madureira – um esboço biográfico, 2012;
- D. Ana Constança de Jesus Dias Barria (1831-1924): Uma benemérita – sua obra e família , 2012;
- José Leite de Vasconcelos e Patrício Theodoro Álvares Ferreira - Correspondência (1899-1931), 2011;
- Casa dos Morgados de Frossos, na Vila de Frossos, 2011 - Revista L.G.H.;
- Casa do Outeiro de Paredes, em Avanca, 2011 (co-autoria);
- Avanca e os seus autarcas – na Primeira e Segunda Repúblicas (1910-1974), 2011 (co-autoria);
- O Castelo e Palacete da Boa Vista, em Albergaria-a-Velha, 2010;
- Albergaria-a-Velha 1910 – da Monarquia à República, 2010 (co-autoria) [Livro];
- Ponte da Varela – Reabilitação e Alargamento, 2010 (co-autoria);
- Avanca e os seus autarcas – até à implantação da República (1836-1910), 2010 (co-autoria);
- O Brasão de Armas de Aveiro, 2009;
- Casa dos Morgados de Santo António da Praça, em Estarreja, 2009.
- História de Aveiro - Sínteses e Perspectivas, (co-coordenação), 2009;
- Christiano Vicente Leal - pintor retratista e fotógrafo (1848-1911), 2009;
- O Combate de Albergaria - a região de Albergaria-a-Velha e Estarreja durante as Invasões Francesas de 1809 (co-autoria), 2009 [Livro];
- A Terra de Vouga nos séculos IX a XIV - Território e Nobreza, 2008 [Livro];
- A inédita Carta de Brasão de Armas de Gaspar Pessoa Tavares de Amorim, 2008;
- Estarreja na Idade Média - documentação dos séculos X a XIII, 2008;
- Ramsay - uma família escocesa em Aveiro no século XVII, 2008;
- As doações da vila de Aveiro ao Mosteiro de Tarouca em 1228, 2007;
- Os Regedores das freguesias do concelho de Estarreja, 2007;
- O Colégio Portuense - um estabelecimento de ensino modelo no final do século XIX - Fundação, primeiros docentes e alunos, 2006;
- As Pontes de São João de Loure (1896-2006), 2006 [Livro];
- A Carta de Couto de Osseloa (1117) (co-autoria), 2005;
- Valmaior ao longo dos séculos, 2005 [Livro];
- Percurso de Salreu - Guia de Campo (co-autoria), 2005;
- Os brasões de armas de Ovar ao longo dos Tempos, 2004;
- A Fábrica de Papel de Valle Maior (1872-1999), 2004;
- Moinhos do Concelho de Albergaria-a-Velha (co-autoria), 2003 [Livro];
- Dr. José Álvares Ferreira – um Albergariense Presidente da Câmara Municipal de Ovar (1784-1787), 2003;
- Um inédito manuscrito genealógico do século XVIII da autoria do Dr. António Mourão da Rocha Botelho e Magalhães, 2003;
- Moinhos da Freirôa - uns dos seculares moinhos no Rio Caima no concelho de Albergaria-a-Velha (co-autoria), 2003;
- Pedras de Armas no Concelho de Albergaria-a-Velha, 2001;
- Associação dos Bombeiros Voluntários de Albergaria-a-Velha - Subsídios para a sua História, 2000 [Livro];
- Casa e Capela de Santo António' em Albergaria-a-Velha (Século XVIII), Edição Universidade Moderna, 1999 [Livro];
- Albergaria-a-Velha - Imagens do Passado, 1994 [Livro];

## Programas TV e Documentários em Vídeo
Colaborou nos programas televisivos  "Quem é que tu pensas que és", no programa sobre os ascendentes de José Rodrigues dos Santos, e "Alma e a Gente", do  Prof. José Hermano Saraiva, entre outros, e é co-autor do documentário "Alba, uma marca ao serviço da comunidade", estreado em 29 de Abril de 2014 no Cine-Teatro Alba, que acompanha o percurso do Comendador Augusto Martins Pereira e presta homenagem à obra deste notável industrial e filantropo.